# Canoagem nos Jogos Europeus de 2015 - K-1 5000 m feminino
A categoria K-1 5000 metros feminino foi um dos eventos da canoagem nos Jogos Europeus de 2015. Foi disputada no dia 16 de junho, no Kur Sport and Rowing Centre, em Mingachevir, no Azerbaijão.

## Calendário
Horário de verão do Azerbaijão (UTC+5).
| Data        | Horário | Fase  |
| ----------- | ------- | ----- |
| 16 de junho | 16:30   | Final |

## Medalhistas
| Ouro   | BLR Maryna Litvinchuk |
| Prata  | GBR Lani Belcher      |
| Bronze | HUN Renáta Csay       |

## Resultado final
O resultado foi o seguinte.
| Pos.              | Canoísta               | Nacionalidade     | Tempo     |
| ----------------- | ---------------------- | ----------------- | --------- |
| Medalha de ouro   | Maryna Litvinchuk      | BLR Bielorrússia  | 22:48.990 |
| Medalha de prata  | Lani Belcher           | GBR Grã-Bretanha  | 23:05.625 |
| Medalha de bronze | Renáta Csay            | HUN Hungria       | 23:05.851 |
| 4                 | Jennifer Egan          | IRL Irlanda       | 23:06.306 |
| 5                 | Yuliana Salakhova      | RUS Rússia        | 23:29.940 |
| 6                 | Lize Broekx            | BEL Bélgica       | 23:30.600 |
| 7                 | Ana Varela             | ESP Espanha       | 23:43.143 |
| 8                 | Eef Haaze              | NED Países Baixos | 23:53.064 |
| 9                 | Edyta Dzieniszewska    | POL Polônia       | 23:57.911 |
| 10                | Florentina Caminescu   | ROU Romênia       | 24:05.669 |
| 11                | Anna Kožíšková         | CZE Chéquia       | 24:10.193 |
| 12                | Yvonne Schuring        | AUT Áustria       | 24:17.057 |
| 13                | Berenike Faldum        | BUL Bulgária      | 24:18.617 |
| 14                | Lucia Mištinová        | SVK Eslováquia    | 24:22.429 |
| 15                | Svitlana Rymkevych     | UKR Ucrânia       | 25:09.469 |
| 16                | Inês Esteves           | TUR Turquia       | 25:10.326 |
| 17                | Brigita Bakić          | CRO Croácia       | 25:40.741 |
| –                 | Inna Osypenko-Radomska | AZE Azerbaijão    | DNF       |
| –                 | Oona Vasko             | FIN Finlândia     | DNF       |
| –                 | Melanie Gebhardt       | GER Alemanha      | DNF       |
| –                 | Irene Burgo            | ITA Itália        | DNF       |
| –                 | Vlada Kosytska         | GEO Geórgia       | DSQ       |
| –                 | Natalia Gulco          | MDA Moldávia      | DSQ       |
| –                 | Nikolina Moldovan      | SRB Sérvia        | DNS       |